# Steffen Mauersberger
Steffen Mauersberger   (Zschopau, 28 de desembre de 1953 - 3 de gener de 2000), conegut familiarment com a "Maui", fou un pilot d'enduro alemany. El 1976 va guanyar el Campionat d'Europa en la categoria de 75 cc i el 1982 va formar part de la selecció de la RDA que va guanyar el vas d'argent als ISDE, celebrats a Považská Bystrica (Txecoslovàquia).

## Carrera esportiva
Steffen Mauersberger va començar a competir el 1973 i aquell any va guanyar el campionat júnior de la RDA en la cilindrada de 250 cc. La temporada següent va rivalitzar amb Manfred Jäger i Fred Willamowski a la categoria superior. El 1975 va ingressar al motoclub de la Motorradwerk Zschopau al manillar d'una Simson de 75 cc, amb la qual fou subcampió de la RDA i va obtenir la victòria individual de la cilindrada als ISDT d'aquell any, celebrats a l'Illa de Man.
El 1976 va ser el seu any més reeixit. Amb victòries a França, Catalunya, Txecoslovàquia i Àustria va guanyar el Campionat d'Europa d'Enduro de 75 cc. Al campionat de la RDA tornà a ser segon i als ISDT de Zeltweg (Àustria) fou tercer al Trofeu amb l'equip de la RDA. El 1977 fou tercer al campionat d'Europa, subcampió de la RDA i segon al Vas als ISDT. L'any següent fou tercer al campionat d'Europa i novament subcampió de la RDA. El 1979 va tornar a quedar segon amb l'equip alemany oriental del Vas als ISDT, celebrats a Neunkirchen. El 1981, als antigament anomenats ISDT i ara ja ISDE, celebrats a l'illa d'Elba, va ser tercer al Trofeu. El 1982, a Txecoslovàquia, va tornar a integrar l'equip per al Vas d'argent i el va guanyar.
El 1983, de nou seleccionat per a l'equip del vas, es va haver de perdre la prova a causa d'una lesió patida arran de la caiguda al Rund um Zschopau. Aquesta lesió va posar fi també a la seva carrera esportiva, tot i que es va mantenir vinculat a l'esport de l'enduro com a director d'equips. El 1990, l'any de la darrera aparició d'un equip de la RDA als ISDE, Mauersberger va substituir Walter Winkler com a director de l'equip de la RDA per al Trofeu.

## Palmarès
- 1 Campionat d'Europa de 75 cc (1976)
- 1 Campionat júnior de la RDA de 250 cc (1973)
- 2 Victòries als ISDT:
  - 1 Victòria de classe en 75 cc (1975)
  - 1 Victòria per equips al vas d'argent (1982)